# Per Mathias Jespersen
Per Mathias Jespersen (Skien, 29 de março de 1888 — Oslo, 13 de julho de 1964) foi um ginasta norueguês que competiu em provas de ginástica artística.
Jespersen é o detentor de uma medalha olímpica, conquistada na edição britânica, os Jogos Olímpicos de Londres em  1908. Na ocasião, competiu como ginasta na prova coletiva. Ao lado de outros 29 companheiros, conquistou a medalha de prata, após superar a nação da Finlândia e encerrar atrás da seleção sueca. Anteriormente, em 1906, saiu-se vencedor dos Jogos Intercalados, também na prova por equipes.